# Llista de topònims de Montner
Llista de topònims (noms propis de lloc) de Montner (Rosselló).
Informació actualitzada per un bot. Els canvis manuals es perdran quan s'actualitzi!

## edifici
| imatge | Nom                                  | Ubicat a        | instància de | Detalls | coordenades                                                         | Protecció | Commons (més fotos) | Dades a WD                    |
| ------ | ------------------------------------ | --------------- | ------------ | ------- | ------------------------------------------------------------------- | --------- | ------------------- | ----------------------------- |
|        | Castell de Força Real                | Millars Montner | edifici      |         | 42° 43′ 37″ N, 2° 40′ 34″ E / 42.72704167°N,2.67610833°E 507 msnm   |           |                     | Modifica les dades a Wikidata |
|        | Castell de Montner                   | Montner         | edifici      |         | 42° 44′ 56″ N, 2° 40′ 34″ E / 42.74902222°N,2.67610833°E 147.9 msnm |           |                     | Modifica les dades a Wikidata |
|        | Sant Joan i Santa Eugènia de Montner | Montner         | edifici      |         | 42° 44′ 57″ N, 2° 40′ 34″ E / 42.74919722°N,2.67623333°E 148.8 msnm |           |                     | Modifica les dades a Wikidata |

## església
| imatge | Nom                          | Ubicat a        | instància de | Detalls | coordenades                                                                | Protecció                     | Commons (més fotos)               | Dades a WD                    |
| ------ | ---------------------------- | --------------- | ------------ | ------- | -------------------------------------------------------------------------- | ----------------------------- | --------------------------------- | ----------------------------- |
|        | Església de Sant Jaume       | Montner         | església     |         | 42° 44′ 57″ N, 2° 40′ 34″ E / 42.7492°N,2.6762°E fr:rue de l'Église        | monument històric inventariat | Église Saint-Jacques de Montner   | Modifica les dades a Wikidata |
|        | Nostra Senyora de Força Real | Montner Millars | església     |         | 42° 43′ 39″ N, 2° 41′ 50″ E / 42.727433333333°N,2.6972027777778°E 500 msnm |                               | Ermitage Notre-Dame de Força Réal | Modifica les dades a Wikidata |
|        | Santa Eugènia de Montner     | Montner         | església     |         | 42° 44′ 58″ N, 2° 41′ 03″ E / 42.74934167°N,2.68422222°E 130.6 msnm        |                               |                                   | Modifica les dades a Wikidata |

## port de muntanya
| imatge | Nom                | Ubicat a                      | instància de     | Detalls | coordenades                                                       | Protecció | Commons (més fotos) | Dades a WD                    |
| ------ | ------------------ | ----------------------------- | ---------------- | ------- | ----------------------------------------------------------------- | --------- | ------------------- | ----------------------------- |
|        | Coll de la Batalla | Bellestar Montner             | port de muntanya |         | 42° 43′ 37″ N, 2° 40′ 09″ E / 42.7269°N,2.66917°E 265 msnm        |           |                     | Modifica les dades a Wikidata |
|        | Coll del Bou       | Millars Montner               | port de muntanya |         | 42° 43′ 40″ N, 2° 40′ 59″ E / 42.72775°N,2.683°E                  |           |                     | Modifica les dades a Wikidata |
|        | Coll del Ginebre   | Estagell Montner              | port de muntanya |         | 42° 44′ 18″ N, 2° 42′ 48″ E / 42.738302777778°N,2.7133388888889°E |           |                     | Modifica les dades a Wikidata |
|        | El Collet          | Montner Cornellà de la Ribera | port de muntanya |         | 42° 43′ 44″ N, 2° 42′ 17″ E / 42.728889°N,2.704639°E              |           |                     | Modifica les dades a Wikidata |
|        | Pas del Llop       | Cornellà de la Ribera Montner | port de muntanya |         | 42° 43′ 58″ N, 2° 42′ 49″ E / 42.732833°N,2.713611°E              |           |                     | Modifica les dades a Wikidata |

## Misc
| imatge | Nom                                 | Ubicat a                              | instància de                          | Detalls                      | coordenades                                                                                        | Protecció | Commons (més fotos)  | Dades a WD                    |
| ------ | ----------------------------------- | ------------------------------------- | ------------------------------------- | ---------------------------- | -------------------------------------------------------------------------------------------------- | --------- | -------------------- | ----------------------------- |
|        | Mont Ner                            | Millars Cornellà de la Ribera Montner | muntanya                              |                              | 42° 43′ 37″ N, 2° 42′ 01″ E / 42.7269198717°N,2.70022626173°E 507 msnm                             |           | Força Réal           | Modifica les dades a Wikidata |
|        | Pedra Llarga del Coll de la Batalla | Montner                               | menhir                                | Estat: enderrocat o destruït | 42° 43′ 37″ N, 2° 40′ 09″ E / 42.726806°N,2.669083°E coll de la Batalla 265.5 msnm                 |           |                      | Modifica les dades a Wikidata |
|        | casa de la vila de Montner          | Montner                               | instal·lació Ús: seu del govern local |                              | 42° 44′ 57″ N, 2° 40′ 39″ E / 42.7492469467494°N,2.6773873942884°E fr:IMP DE L AIRE, 66720 MONTNER |           | Town hall of Montner | Modifica les dades a Wikidata |
|        | cementiri de Montner                | Montner                               | cementiri                             |                              | 42° 45′ 06″ N, 2° 40′ 35″ E / 42.7517°N,2.6764°E                                                   |           |                      | Modifica les dades a Wikidata |
|        | coll de la Batalla                  | Bellestar Montner                     | coll                                  |                              | 42° 43′ 33″ N, 2° 40′ 10″ E / 42.725833333333°N,2.6694444444444°E                                  |           |                      | Modifica les dades a Wikidata |